# 霍洛斯涅
50°51′24″N 28°37′35″E / 50.85667°N 28.62639°E
霍洛斯涅（烏克蘭語：Холосне），是烏克蘭的村落，位於該國西部赫梅利尼茨基州，由科羅斯堅區負責管轄，始建於1650年，面積2.29平方公里，海拔高度196米，2001年人口524。